# Vuelta olímpica

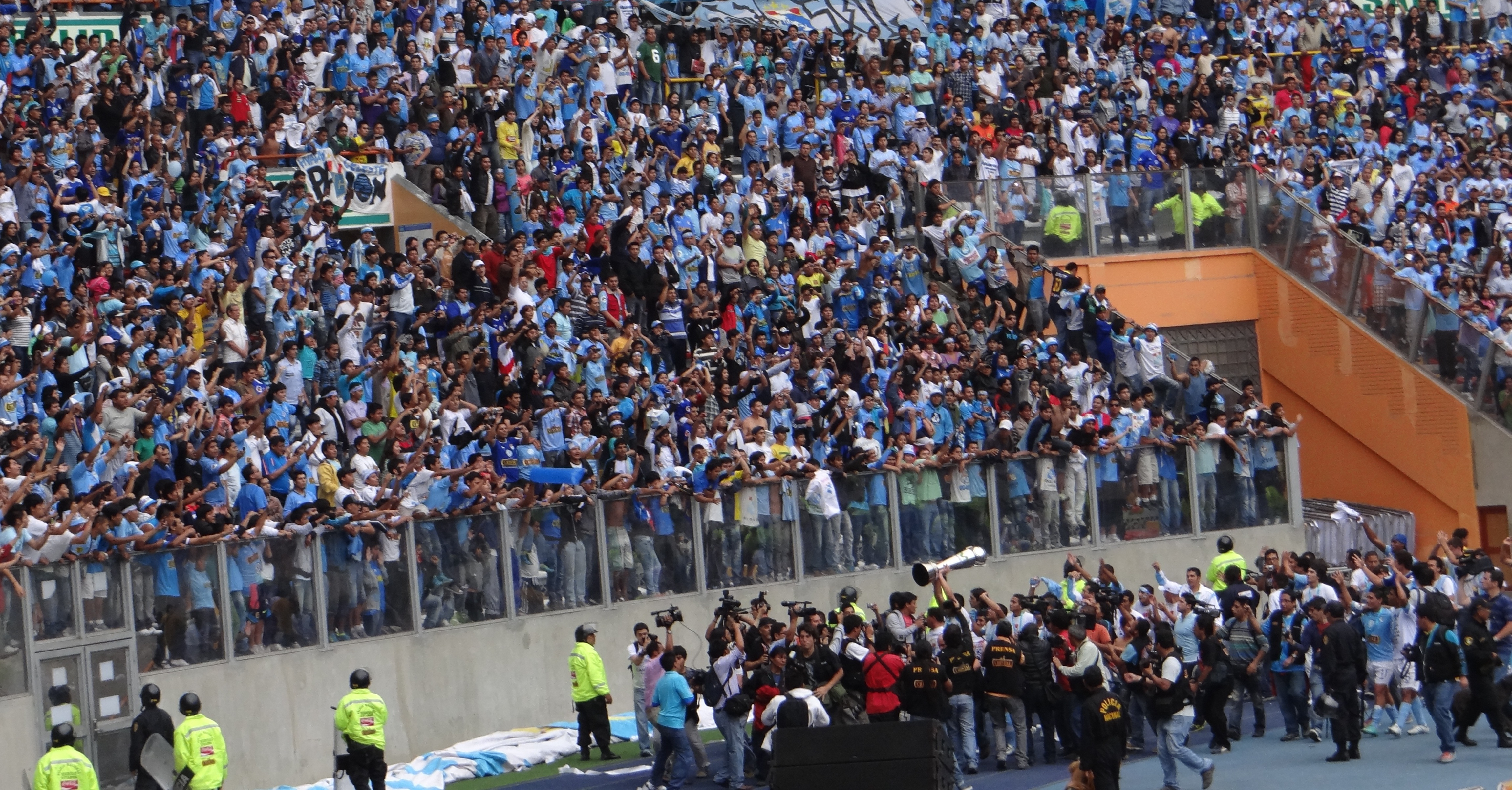
Los integrantes del Sporting Cristal dan una vuelta olímpica al Estadio Nacional del Perú tras obtener el Campeonato Descentralizado 2012.

La vuelta olímpica es una ceremonia que se realiza espontáneamente luego de obtener un campeonato de fútbol u otros deportes. Consiste en realizar una vuelta alrededor del terreno de juego saludando a los espectadores alrededor del mismo, generalmente exhibiendo el trofeo conquistado. En la terminología futbolística, dar la vuelta olímpica o simplemente, dar la vuelta, se utiliza como sinónimo de salir campeón, es en el momento de terminar el partido final, cuando el vencedor recorre en su totalidad el perímetro de la cancha saludando y festejando con las 4 tribunas del estadio.
El origen de este tradicional festejo, es en las Olimpíadas de París 1924, cuando en la final de fútbol Uruguay vence 3 - 0 a Suiza, y al término del partido, ante la algarabía del público por la demostración del gran fútbol desplegado por el nuevo campeón, ovacionan al seleccionado charrúa celebrando por las 4 tribunas del estadio y tiran sus sombreros al campo de juego, momento en que los jugadores uruguayos, encabezados por su capitán José Nasazzi y por José Leandro Andrade "La Maravilla Negra", dan la primera vuelta olímpica de la historia.

## Origen del término

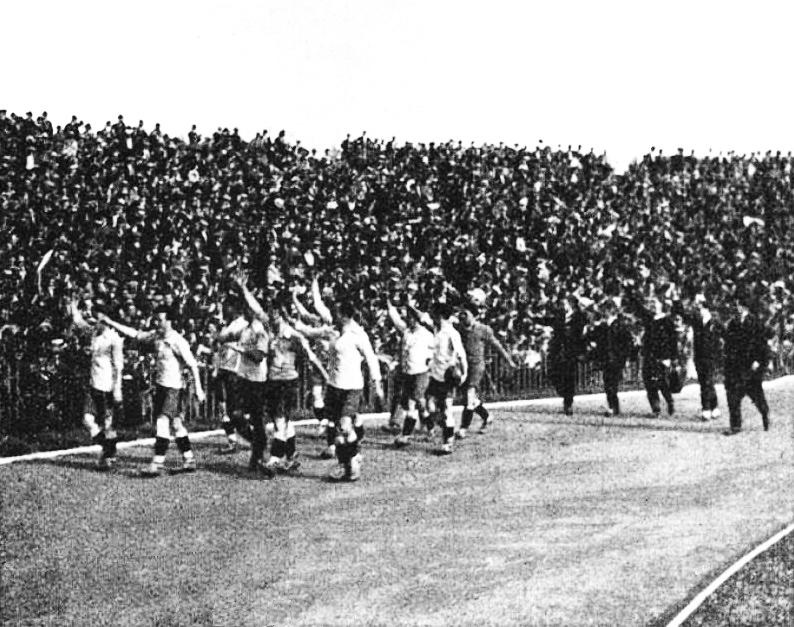
Vuelta Olímpica o de Honor. Tour d'honneur urugauyen, après la finale de football des JO de 1924.

El término se originó en los Juegos Olímpicos de París en 1924, luego de que el equipo uruguayo de fútbol obtuviera la medalla de oro en la competición. Uruguay participaba por primera vez de una competición intercontinental, y eran toda una novedad para los espectadores europeos, que en un principio se burlaban de los desconocidos sudamericanos. El público entonces empezó a seguir al equipo de Uruguay con entusiasmo.
Cuando terminó el encuentro final frente a la selección suiza, con un contundente 3:0, los uruguayos agradecieron el apoyo de la afición francesa dando una vuelta al terreno de juego para saludar a los espectadores, que los aclamaban y les tiraban flores. Desde entonces, esta ceremonia de celebración realizando una vuelta por el terreno de juego se hizo costumbre en cada campeonato de fútbol disputado en Sudamérica, y esta costumbre, también se ha trasladado a otros deportes. El 9 de junio de 1924 también se conmemora, en cada aniversario del evento, por la Conmebol, que declaró al mismo como el "Día del Fútbol Sudamericano".
En otra versión, la primera vuelta fue dada por los mismos jugadores uruguayos, pero no al terminar el partido final en los Juegos Olímpicos sino unos meses más tarde, antes del comienzo del partido amistoso celebrado el 2 de octubre de 1924 en la ciudad de Buenos Aires entre los equipos de Argentina y Uruguay.

## Sentido de giro
El club uruguayo Defensor Sporting tiene la costumbre de realizar la vuelta olímpica al revés, es decir en sentido horario, cada vez que obtiene un campeonato. Esta tradición se originó en 1976 cuando el club salió campeón uruguayo y dio la vuelta olímpica en sentido contrario, desafiando la tradición. Esa fue la primera vez en la historia del fútbol profesional en Uruguay que un club de los denominados "chicos" (es decir, ni Nacional ni Peñarol) ganaba el campeonato. Cabe aclarar que también se cree que fue un gesto en contra del gobierno dictatorial que gobernaba en Uruguay en aquel entonces. Así como el recitado a las 5 de la tarde o el día de los limpiaparabrisas prendidos cuando se votaba el si o el no para continuar con el proceso.
En 1988, el piloto polaco-estadounidense Alan Kulwicki festejó su primera victoria en la NASCAR Cup Series dando una vuelta de honor en sentido horario, es decir a contramano del sentido de circulación en óvalos. Luego de su muerte —ocurrida en 1993, en un accidente de aviación— la llamada "vuelta polaca" se hizo aún más popular.